# ProFIX Group
ProFIX Group — IT-компанія з українським корінням, що спеціалізується на наданні технологічних рішень для банків та фінансових компаній. Клієнтами компанії стали понад 250 банків у більше як 50 країнах.

## Діяльність
Компанія заснована 1996 року, основні напрями діяльності включають:
- Swift для банків і корпорацій: підключення, консалтинг, повний комплекс рішень і послуг Swift;
- MoneyGram : сервіси: підключення та інтеграція послуги грошових переказів у програмний комплекс, мобільні пристрої та термінали самообслуговування;
- FinTech: технологічна платформа Universal Payment Hub надає можливості для росту та розширення фінансових бізнесів у B2C, B2B і P2P форматах;
- Рішення для грошових переказів: платіжні системи «під ключ»: розробка, розвиток та супровід.

Компанія має статус «Swift Business Partner» у 9-ти країнах з правом надання банкам та небанківським організаціям повного комплексу рішень та послуг Swift.
Компанія є глобальним технологічним партнером MoneyGram.

## Керівники
Ключові особи компанії:
- Геннадій Кублановський — генеральний директор
- Євген Кочкін – виконавчий директор
- Микола Булава – директор з розвитку бізнесу
- Олег Устимович – фінансовий директор

## Відзнаки
- 3-тє місце у номінації «Найкращий TechFin-проєкт» конкурсу Pay Space Magazine Awards від онлайн-видання Pay Space Magazine (2023).[5]